# Аксарка
Акса́рка (рос. Аксарка) — село, центр Приуральського району Ямало-Ненецького автономного округу Тюменської області, Росія. Адміністративний центр Аксарківського сільського поселення.

## Географія
Знаходиться за 55 км на схід від Салехарда, на правому березі Обі.

## Історія
У 1900 році торговий дім «Михайло Плотніков і сини» відкрив на місці майбутнього села відділення консервної фабрики.
У 1930-1932 роках в Аксарку були переселені засланці з південного і середнього Уралу і відділення стало селом. 1940 року село стало адміністративним центром Приуральського району.

## Населення
Населення — 3133 особи (2010, 2569 у 2002).
Національний склад станом на 2002 рік: росіяни — 44 %.